# Oskar Omdal
Oskar Omdal, född 11 oktober 1895 i Kristiansand, Norge, död 23 december 1927, var en norsk flygpionjär vid det norska marinflyget som deltog i Roald Amundsens polarexpeditioner.

## Biografi
Omdal växte upp vid Topdalsfjorden nära Kristiansand. Efter ett års utbildning vid Porsgrunns tekniska skola och en längre verkstadspraktik kom han sommaren 1916 in på Marinens nyetablerade flygmekanikerskola. Under mekanikerutbildningen väckte hans intresse för att själv flyga och hösten 1918 antogs han som värnpliktig flygelev vid Marinens Flyskole i Horten. Efter genomförd utbildning fick han graden kvartermester (motsvarande sergeant) och efter flera 40-dagars repetitionsövningar blev han värnpliktig sekundlöjtnant 1922.
Som utbildad flygmekaniker var Omdal verksam inom det begynnande norska civilflyget. Han arbetade en kort tid vid Norsk Aeroplanfabrik i Tønsberg och blev våren 1920 den första anställda i flygbolaget A/S Aero som startats av Tancred Ibsen. 19 juni 1920 öppnade Ibsen och Omdal den första norska charterflygrutten mellan Kristiania och Kristiansand.
Sommaren 1921 engagerades Omdal som en av två piloter till Roald Amundsens planerade flygning till Nordpolen i samband med fartyget Mauds expedition i Alaska. Amundsen köpte våren 1922 ett Junkers F 13-flygplan i New York, som Omdal skulle flyg till Seattle för att lasta ombord på Maud. Efter ett motorstopp blev Omdal dock tvungen att nödlanda i Nebraska, och flygplanet blev förstört. Ett nytt flygplan fraktades istället med tåg till Seattle och expeditionen avreste norröver i juni. Omdal tillbringade vintern själv på landstationen "Maudheim" vid Wainwright, Alaska. Våren 1923 monterade Omdal ihop flygplanet, som före vintern provflugits från en strand vid Berings sund. Planen var att Amundsen och Omdal skulle flyga över Norra ishavet till Svalbard. Omdal havererade dock med flygplanet under landning efter en provflygning 11 maj 1923 och Amundsen fick överge planerna på flygningen.
Omdal deltog sedan i förberedelserna inför nästa nordpolsexpedition, som av ekonomiska skäl dock inte kunde genomföras 1924. Inför nästa år hittades dock en ny sponsor, amerikanen Lincoln Ellsworth, och polarexpeditionen 1925 kunde genomföras. Omdal reste 1924 till Italien, där Amundsens nya nordpolsflygplan byggdes och återkom till Norge våren 1925. Två Dornier Wal flygbåtar, N–24 och N–25, fraktades med järnväg till Narvik och sedan med fartyg till Svalbard. Här deltog Omdal i monteringen och 21 maj 1925 flög de två flygplanen från Ny-Ålesund. På N–24 var Leif Ragnar Dietrichson pilot, Lincoln Ellsworth navigatör och Omdal mekaniker. På N–25 var Hjalmar Riiser-Larsen pilot, Amundsen navigatör, och Karl Feucht mekaniker. Efter sju timmars flygning blev N–25 tvungen att nödlanda på grund av motorproblem. N–24 landade också, men blev skadat och fick överges. Expeditionen var nu strandsatt på 87° 43' nordlig bredd och fick stora problem med att återuppta flygningen. Efter 25 dagars arbete med att ordna 500 meter lång startbana på isen flög de sex expeditionsdeltagarna 15 juni tillbaka till Svalbard i N–25. De landade i Brännvinsbukten nära Hinlopenstretet. Sälfångstfartyget "Sjøliv" från Balsfjord var i området och räddade Amundsen och hans expedition tillbaka till Ny-Ålesund. 4 juli 1925 fick expeditionens medlemmar ett varmt välkomnande i Kristiania och Omdal blev fast anställd löjtnant i Marinens flygvapen.
På hösten 1927 anställdes Omdal som pilot av Frances Wilson Grayson och Brice Goldsborough som skulle genomföra en flygning från Curtiss Field i New York via Harbor Grace i Newfoundland, där de skulle förbereda slutetappen av sin flygning över Atlanten. 23 december 1927 flög de från Curtiss Field, trots ogynnsam väderprognos, med kurs mot Köpenhamn. De anmälde kraftig isbildning utanför Boston och efter att ha satt kursen ut över Atlanten försvann flygplanet spårlöst. Samtliga ombord, inklusive Omdal, antas ha omkommit.
Oscar Omdals gate i Stavanger och Oscar Omdals terrasse i Hamresanden i Kristiansand är uppkallade efter Oskar Omsdal.